# Лори, Рэн
Уильям Джордж Рэнальд Манделл (Рэн) Лори (англ. William George Ranald Mundell "Ran" Laurie, 4 мая 1915, Гранчестер, Кембриджшир — 19 сентября 1998, Хеверсет, Восточная Англия) — британский медик и гребец (академическая гребля), олимпийский чемпион 1948 года в распашных двойках без рулевого (с шотландцем Джеком Уилсоном). Отец известного британского актёра Хью Лори.
Рэн Лори был членом одного из старейших гребных клубов мира Линдер (англ. Leander), основанного в 1818 году. Его тренером являлся британский гребец Александр Маккаллох, вице-чемпион Олимпийских игр 1908 года. Уроженец графства Кембриджшир Лори трижды подряд выступал за Кембриджский университет в легендарной гонке Оксфорд — Кембридж (1934, 1935, 1936), и все три раза выигрывал именно Кембридж. В 1936 году 21-летний Лори дебютировал на Олимпийских играх в Берлине, в составе британской восьмёрки заняв 4-е место (первые три места заняли сборные США, Италии и Германии). В 1938 году Лори и Джек Уилсон (1914—1997) выиграли престижную гонку Silver Goblets & Nickalls' Challenge Cup, проводящуюся с середины XIX века в рамках Королевской регаты Хенли на Темзе.
В 1936 году Лори поступил на работу в Суданскую политическую службу (англ. Sudan Political Service), где занимался медицинскими вопросами (там же служил и Джек Уилсон, за что они получили прозвище «крысы пустыни»).
После войны Лори и Уилсон возобновили спортивную карьеру и в 1948 году, 10 лет спустя после первого триумфа, повторно выиграли Silver Goblets & Nickalls' Challenge Cup. Месяц спустя на домашней Олимпиаде в Лондоне Уилсон и Лори сумели победить в финале заезда распашных двоек, опередив команды Швейцарии и Италии, и выиграть олимпийское золото. Это золото было одним из всего лишь трёх, выигранных британцами на домашних Играх во всех видах спорта. В этой дисциплине британцы смогли вновь выиграть Олимпиаду лишь спустя 40 лет, когда Энди Холмс и Стив Редгрейв первенствовали в Сеуле в 1988 году.
В 1954 году Рэн получил степень доктора медицины и на протяжении нескольких десятилетий работал семейным доктором в Оксфорде. В конце 1980-х возглавлял местное отделение организации Save the Children.
Первая жена — Патрисия Лэдлоу (англ. Patricia Laidlaw), с которой Рэн прожил с 1944 года до её смерти в 1989 году. В 1990 году женился на Мэри Эрбетнот (англ. Mary Arbuthnot), с которой прожил до своей смерти в 1998 году в возрасте 83 лет от болезни Паркинсона.
У Рэна было четверо детей: 2 сына и 2 дочери. Младший сын Хью — популярный британский актёр, в молодости также серьёзно занимавшийся греблей и выступавший за Кембридж в гонке Оксфорд — Кембридж.